# Жуалиссон
Жуалиссон Сантус Оливейра (порт.-браз. Joálisson Santos Oliveira; 31 марта 1991, Кампина-Гранди, Бразилия), более известеный как Жо Сантус (порт.-браз. Jô Santos) — бразильский футболист, нападающий албанского клуба «Бюлис».

## Карьера
В июле 2021 года перешёл в бахрейнский клуб «Аль-Риффа».
В феврале 2022 года стал игроком польского клуба «Радомяк».
В августе 2022 года подписал контракт с клубом «Туран».

## Достижения
«Шериф»
- Чемпион Молдавии (3): 2015/16, 2016/17, 2018
- Обладатель Кубка Молдавии: 2016/17

## Клубная статистика
| Игровая карьера | Игровая карьера      | Игровая карьера | Лига | Лига | Кубок | Кубок | Межд. | Межд. | Др. | Др. |
| --------------- | -------------------- | --------------- | ---- | ---- | ----- | ----- | ----- | ----- | --- | --- |
| 2019/20         | Германштадт          | А               | 23   | 1    | 3     | 1     | —     | —     | —   | —   |
| 2020/21         | Германштадт          | А               | 18   | 2    | 1     | 1     | —     | —     | —   | —   |
| 2020/21         | Вииторул (Констанца) | А               | 17   | 4    | —     | —     | —     | —     | —   | —   |
| 2021/22         | Радомяк              | А               | 5    | 0    | —     | —     | —     | —     | —   | —   |
| 2022            | Туран                | А               | 8    | 1    | —     | —     | —     | —     | —   | —   |
| 2022/23         | Бюлис                | А               | —    | —    | —     | —     | —     | —     | —   | —   |